# Municipio de Armenia
El municipio de Armenia (en inglés: Armenia Township) es un municipio ubicado en el condado de Bradford en el estado estadounidense de Pensilvania. En el año 2000 tenía una población de 166 habitantes y una densidad poblacional de 3.5 personas por km².

## Geografía
El municipio de Armenia se encuentra ubicado en las coordenadas 41°46′00″N 76°51′59″O / 41.76667, -76.86639. Según la Oficina del Censo de los Estados Unidos, el pueblo tiene un área total de 47,1 kilómetros cuadrados, de los cuales, 46,8 kilómetros cuadrados son tierra y 0,2 kilómetros cuadrados (0,50%) son agua.
El municipio de Armenia limita con el municipio de Columbia al norte, municipio de Troy al este, municipio de Canton al sudeste y con el Condado de Tioga al oeste.

## Demografía
Según el censo del 2000, había 166 personas, 65 hogares, y 44 familias residiendo en el pueblo. La densidad de población era de 3,5 personas por kilómetro cuadrado. Había 155 unidades de vivienda a una densidad promedio de 3,3/km². La conformación racial del pueblo era 100,00% Blanco.
Había 65 hogares de los cuales 26,2% tenían niños menores de 18 años viviendo en ellos, 63,1% eran parejas casadas viviendo juntos, 4,6% tenían a una mujer cabeza de familia sin la presencia del marido, y 30,8% no eran familias. 26,2% de todos los hogares estaban integrados por una sola persona y 13,8% tenían a alguien de 65 años o más viviendo solo. El tamaño promedio de un hogar era 2,55 y el tamaño promedio de una familia era 3,13.
En el pueblo la población estaba esparcida en 22,9% menores de 18 años, 8,4% de 18 a 24, 24,1% de 25 a 44, 28,3% de 45 a 64, y 16,3% tenían 65 años o más. La edad promedio era 42 años. Por cada 100 mujeres había 88,6 hombres. Por cada 100 mujeres de 18 años o mayores, había 103,2 hombres.
El ingreso medio de un hogar en el pueblo era $28.333, y el ingreso medio de una familia era $32.813. Los hombres tenían un ingreso medio de $25.625 contra $14.821 de las mujeres. La renta per cápita del pueblo era $13.005. Alrededor del 7,8% de las familias y 12,1% de la población estaban por debajo de la línea de pobreza, incluyendo al 27,0% de los menores de 18 años.